# Hrašće Turopoljsko
Hrašće Turopoljsko (dříve pouze Hrašće) je vesnice v Chorvatsku, asi 12 km jižně od centra Záhřebu (v Novém Záhřebu). Je jedním z odlehlých předměstí Záhřebu, ale zároveň i samostatnou vesnicí. V roce 2011 zde žilo celkem 1 202 obyvatel, s obyvateli těsně sousedících vesnic Mala Mlaka a Odra žije v této aglomeraci celkově 3 704 obyvatel. Nachází se v historické krajině Turopolje, od čehož je odvozen i název Turopoljsko.
Sousedními vesnicemi jsou Buzin, Donja Lomnica, Gornja Lomnica, Gornji Čehi, Odra, Velika Mlaka a Veliko Polje.